# هاري جيل
هاري جيل (بالإنجليزية: Thomas Harry Gill)‏ هو سياسي بريطاني (وحمل سابقاً جنسية المملكة المتحدة لبريطانيا العظمى وأيرلندا)، ولد في 5 ديسمبر 1885، وتوفي في 20 مايو 1955. حزبياً، نشط في حزب العمال. في الانتخابات العامة في المملكة المتحدة 1929 ‏، انتخب عضو برلمان المملكة المتحدة الـ35 عن دائرة Blackburn ‏ (30 مايو 1929 – 7 أكتوبر 1931).